# El Kazovskij
El Kazovskij, narozen jako Jelena Kazovskaja, (13. července 1948, Leningrad – 21. července 2008, Budapešť) byl maďarský malíř a avantgardní umělec.

## Životopis
Je málo známo o mládí Jeleny Kazovské. V roce 1965 se přestěhovala do Budapešti, kde 1970-1977 studovala na Akademii výtvarných umění u György Kádára a Ignáce Kokase malbu.
Po změně pohlaví se Jelena Kazovskaja přejmenovala na El Kazovskij. Jeho umění nebylo rozděleno do období; všechny jeho expresivní malby odhalují stejný mytologický svět, který vytvořil. Od konce 1970 se podílel na národních a mezinárodních výstavách; a to zejména v Rakousku. V roce 2002 získal Kossuthovu cenu.
Zemřel ve věku 60 let po dlouhé nemoci v Budapešti.

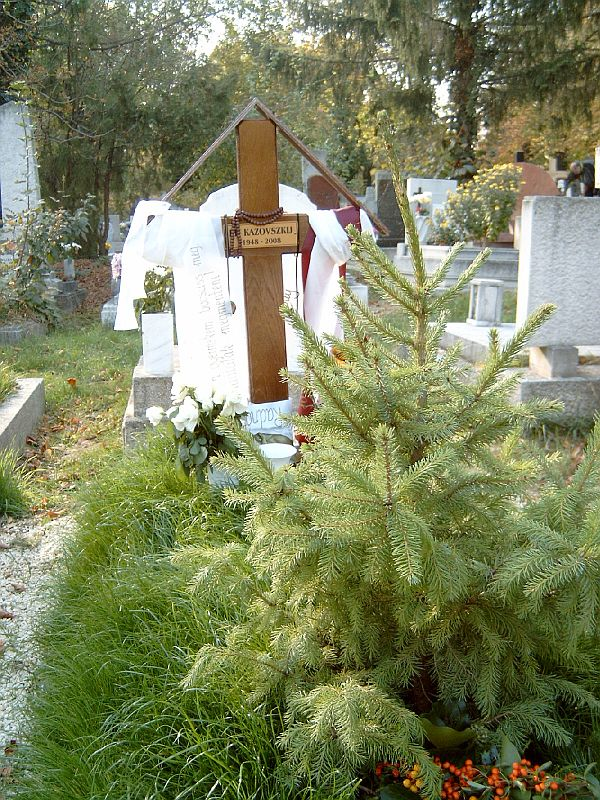
Hrob